# 艾瑞克·艾巴
艾瑞克·約翰·艾巴（Erick Johan Aybar；1984年4月14日—），目前是美國職棒大聯盟的球員，效力於亞特蘭大勇士隊，守備位置是游擊手。之前他也是多明尼加共和國國家隊的成員。他有一個大他10個月的哥哥威利·艾巴目前效力於亞特蘭大勇士隊。

## 小聯盟生涯
艾巴以全方位的球技著稱，特別是他在游擊防區的守備能力非常為大聯盟各隊球探讚賞。一般認為艾巴的移防速度非常快，在游擊區的傳接球能力出色。在打擊表現上，艾巴並非特別有長打威力的球員，但是能確實掌握住擊球點，將球打成外野平飛球。
艾巴的速度非常出色，而且在壘包上的企圖心旺盛，很有可能成為投捕手間的惡夢。
2006年球季開始時，棒球美國把艾巴評選為全大聯盟第47名新秀，同時也是天使隊農場系統中的第三名新秀。
勇士是把兩屆游擊手金手套Andrelton Simmons 送到洛杉磯安那罕天使 換來天使淺力新秀尚恩·紐康姆、Chris Ellis、艾巴(Erick Aybar) +2.5M現金。

## 大聯盟生涯
由於天使隊在二游方向的新人質量兼具，艾巴雖然擁有極佳的攻守天賦，但是在他上面有正值生涯巔峰的老將奧蘭多·卡布雷拉，下有超級游擊新秀、高居棒球美國2006年全大聯盟新人評選第3名的布蘭登·伍德(Brandon Wood)，所以很多人認為艾巴可能會成為天使隊的交易籌碼，或是轉往外野發展。

## 外部連結
- 艾瑞克·艾巴在美國職棒（英语）
- 艾瑞克·艾巴在Baseball-Reference.com（大聯盟）（英语）
- 艾瑞克·艾巴在Baseball-Reference.com（小聯盟以及海外聯盟）（英语）
- 艾瑞克·艾巴在ESPN（MLB）（英语）
- 艾瑞克·艾巴在FanGraphs.com（英语）
- 艾瑞克·艾巴在The Baseball Cube（英语）